# Antiformalista paradicsom
Az antiformalista paradicsom (oroszul: Антиформалистический раёк), Dmitrij Sosztakovics opus-szám nélküli, négy szólamú szatirikus kantátája, kórusra és zongorára írva. A Rayok Modeszt Petrovics Muszorgszkij Paradicsom című művén alapszik.
Kiparodizálja az 1948-as Zsdanov-rendeletet, és az azt követő orosz formalizmusellenes kampányt. Tartalmaz idézeteket Zsdanov beszédeiből, a Sulikóból (Sztálin kedvenc dala), valamint a Kalinka-ból.
A mű dátuma bizonytalan: a zeneszerző barátja, Iszak Glikman és a Sosztakovics család szerint 1948-ban keletkezett. A kantáta 1957-ben átdolgozásra került, majd 1960-ban elkészült a végleges változata. Egy másik barátja, Lev Lebegyinszkij azt állítja, hogy az egész mű 1957-ben keletkezett, és Sosztakovics helyett ő írta a librettót.
A zeneszerző élete folyamán csak családi és baráti köre számára volt ismert.
A nyilvánosság előtt először 1989. január 12-én mutatták be Msztyiszlav Leopoldovics Rosztropovics vezetésével. A zongorarészt 1989-ben Borisz Tiscsenko vezényelte. A kilencvenes években Vladimir Milman és Vlagyimir Tyeodorovics Szpivakov készített egy másik zenekari változatot. Ezt a verziót 2003-ban rögzítették, és a Capriccio kiadó  publikálta.

## Fordítás
- Ez a szócikk részben vagy egészben  az   Antiformalist rayok című angol Wikipédia-szócikk ezen változatának fordításán alapul.  Az eredeti cikk szerkesztőit annak laptörténete sorolja fel. Ez a jelzés csupán a megfogalmazás eredetét és a szerzői jogokat jelzi, nem szolgál a cikkben szereplő információk forrásmegjelöléseként.